# ルイヨウショウマ属
ルイヨウショウマ属（ルイヨウショウマぞく、学名: Actaea 、和名漢字表記：類葉升麻属）はキンポウゲ科の属の一つ。

## 特徴
多年草。根茎が横に伸び、細い根を出す。根出葉は無く、茎の基部に鱗片をもつ。葉は互生し、大形で2-4回3出複葉になり、小葉の縁に鋸歯がある。茎先に総状花序をつけ、白色の多数の花を密につける。萼片は花弁状に見え、ふつう4枚で3-5枚のものがある。花弁は4-6枚。雄蕊は多数あり、萼片や花弁より長い。雌蕊は無柄で1個。果実は液果となり、中に多数の種子をもつ。
北半球の温帯から亜寒帯に約10種が知られ、日本では2種が分布する。

## 種

### 日本の種
- ルイヨウショウマ Actaea asiatica H.Hara -果実は黒色、果柄は太さ1mmになる。北海道から九州まで、朝鮮、中国、ウスリーの温帯から亜寒帯に分布する。
- アカミノルイヨウショウマ Actaea erythrocarpa (Turcz. ex Ledeb.) Fisch. ex Freyn -果実は赤色、果柄は太さ1mmに満たない。北海道、本州北部、ヨーロッパ、シベリア、中国東北部、朝鮮、樺太、千島の亜寒帯に分布する。
  - シロミノルイヨウショウマ Actaea erythrocarpa (Turcz. ex Ledeb.) Fisch. ex Freyn f. leucocarpa (Ledeb.) H.Hara -果実は白色になる品種。

### 外国の種
- Actaea pachypoda（英語版）
- Actaea racemosa
- Actaea spicata (シノニム Actaea alba)

## ギャラリー

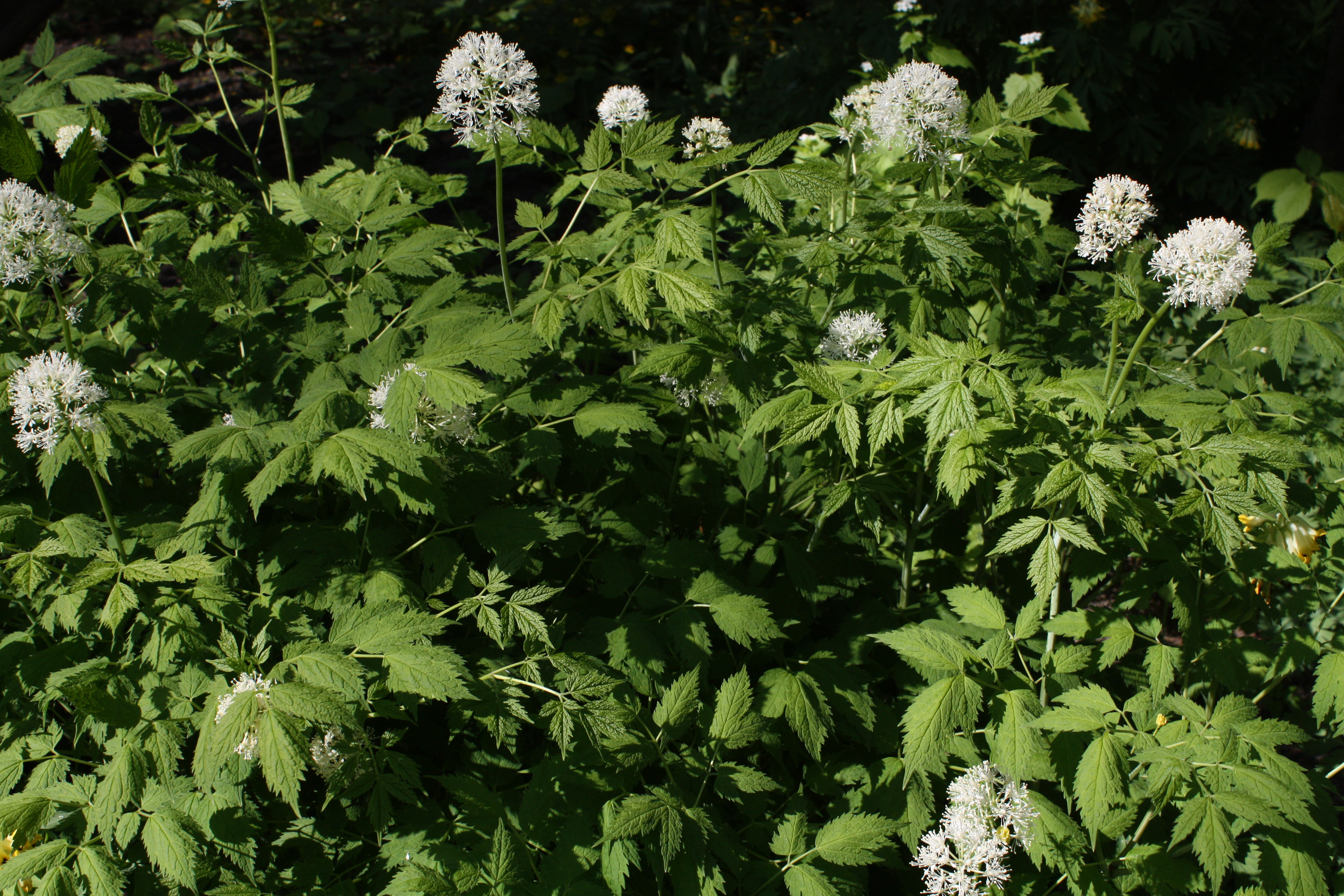
アカミノルイヨウショウマ
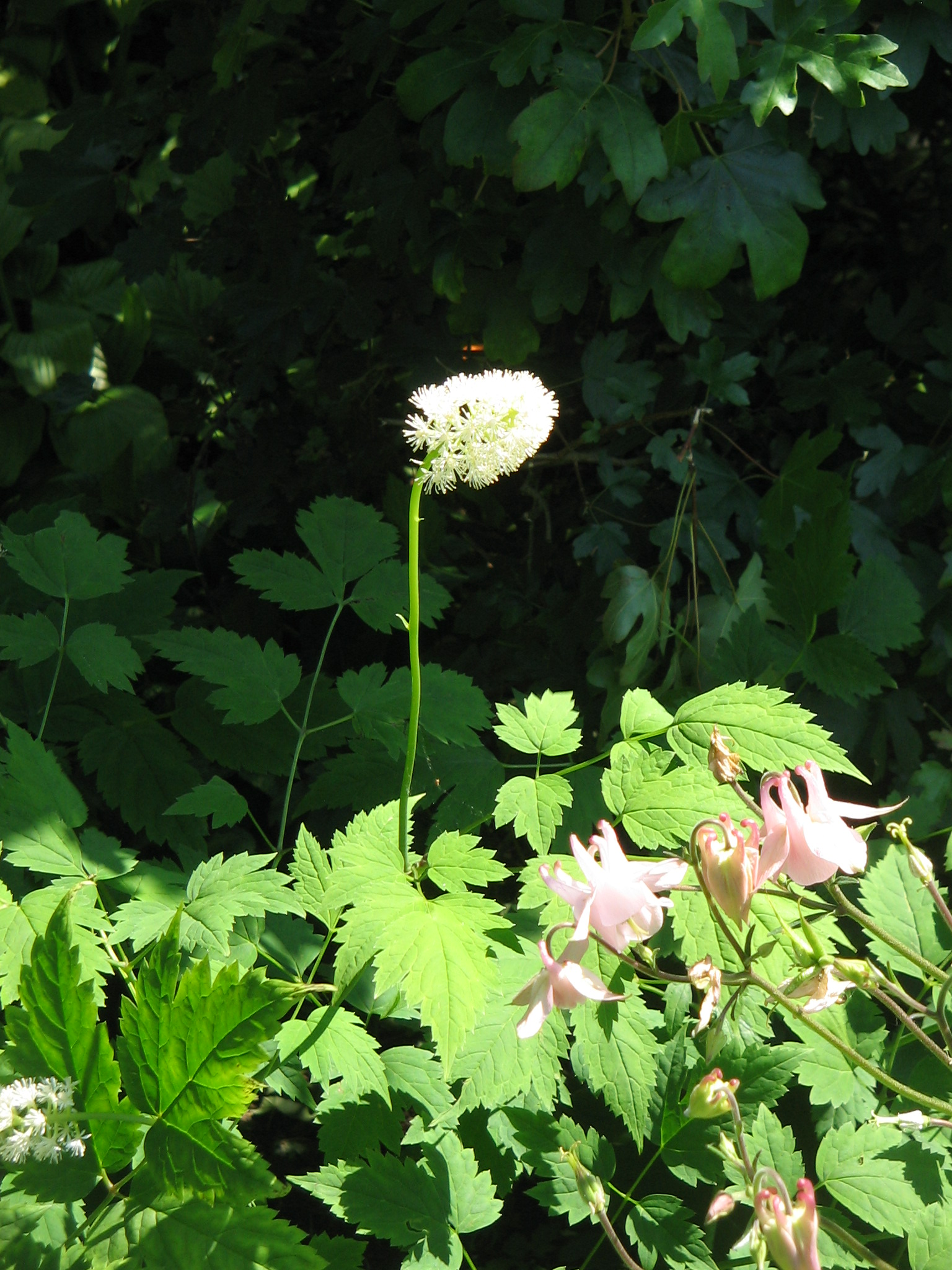
Actaea pachypoda
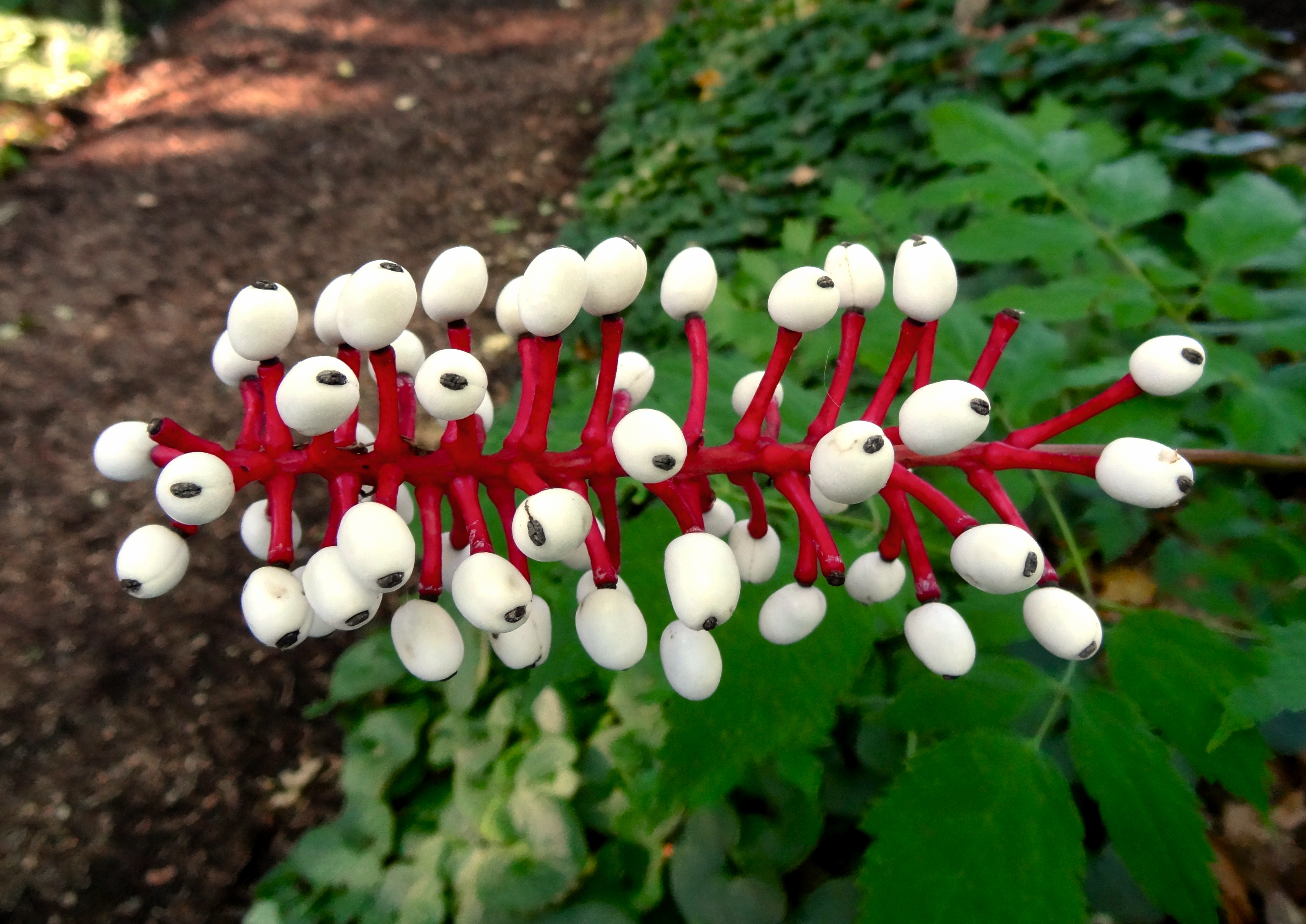
A. pachypoda の果実
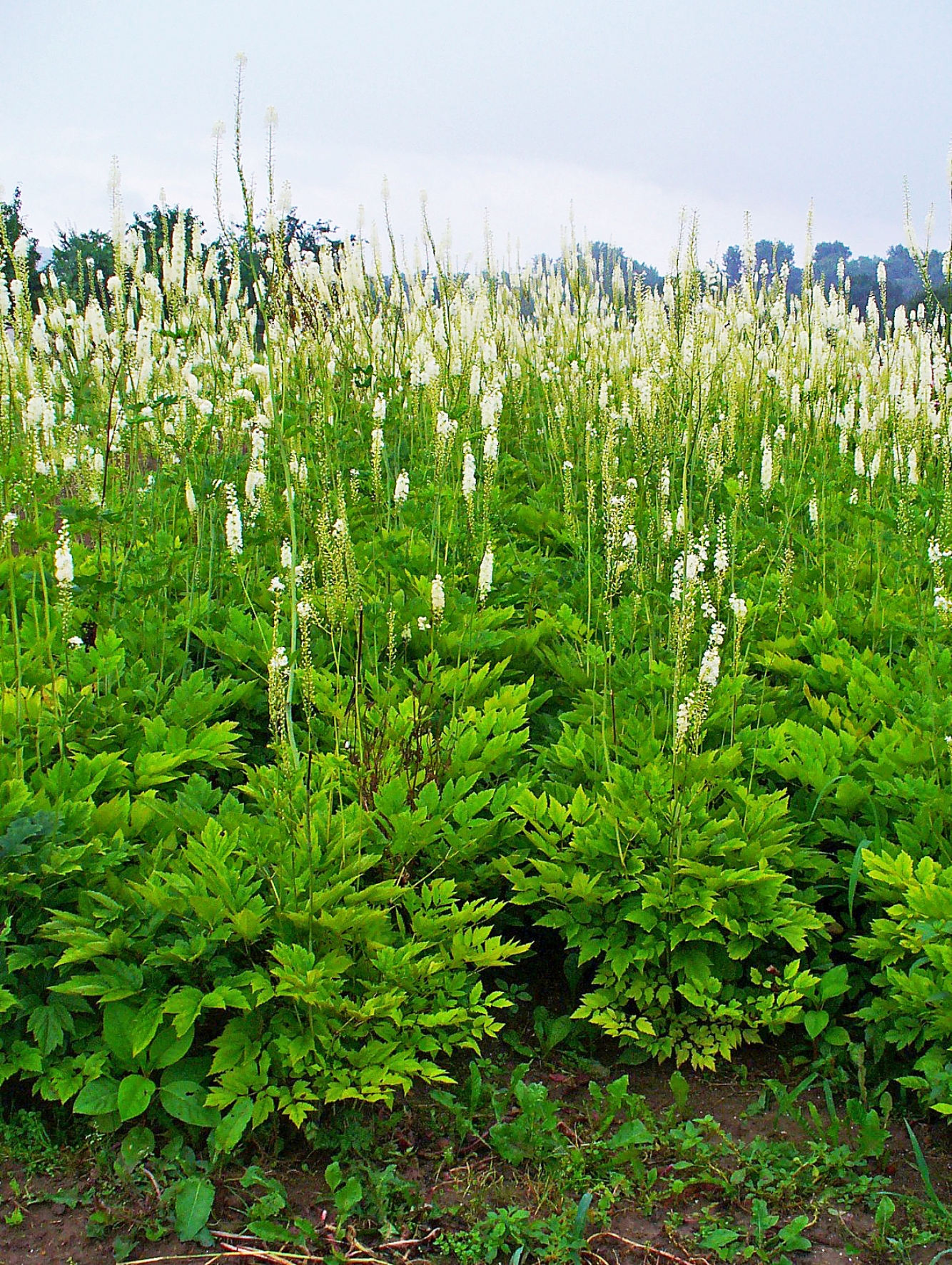
Actaea racemosa
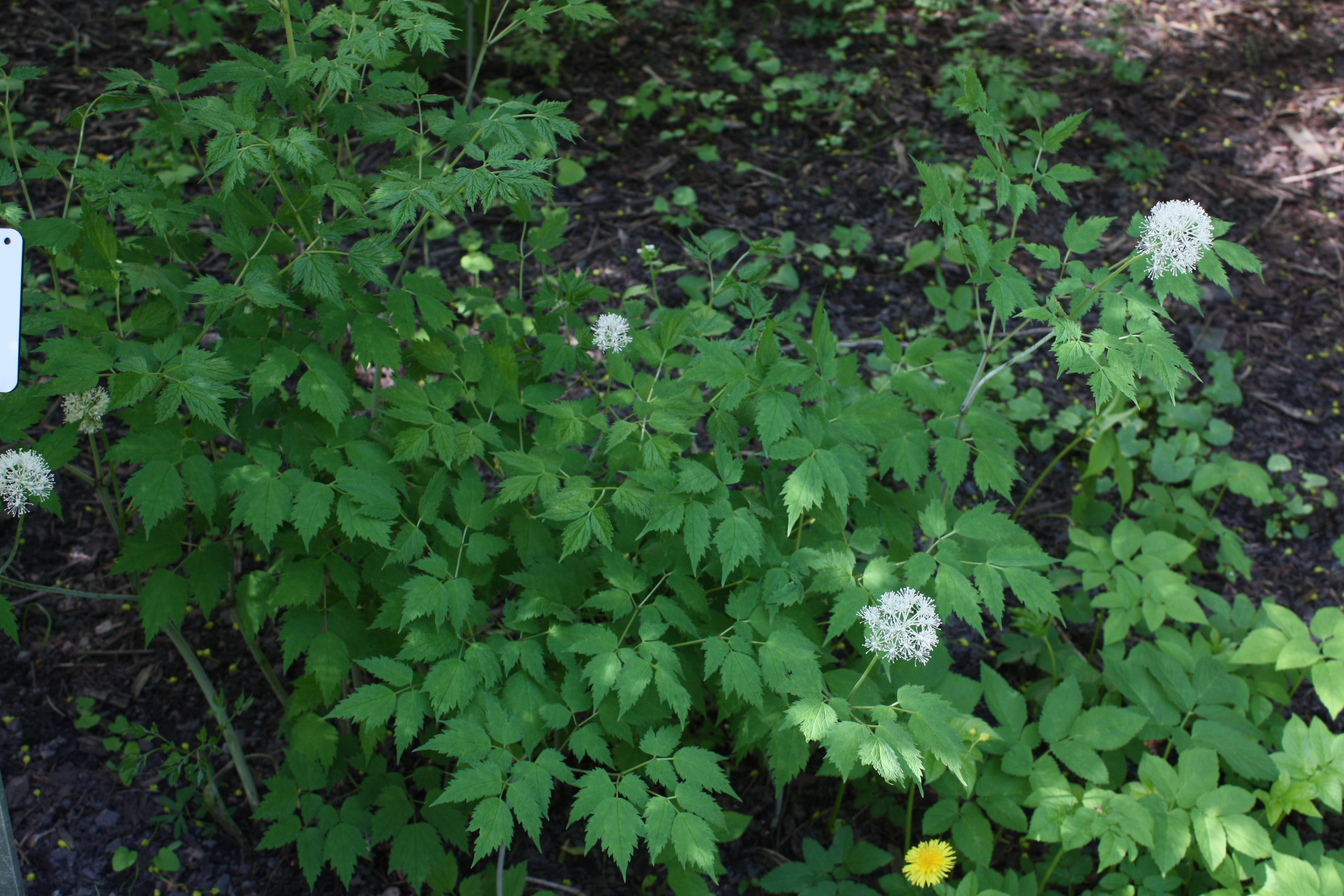
Actaea spicata